# Foreste decidue di Hokkaido
Le foreste decidue di Hokkaido sono un'ecoregione dell'ecozona paleartica, definita dal WWF (codice ecoregione: PA0423), che si estende attraverso parte dell'isola giapponese di Hokkaidō.

## Territorio
L'ecoregione delle foreste decidue di Hokkaido è situata nella parte settentrionale della penisola di Oshima, nell'isola giapponese di Hokkaido. Qui gufi, tetraoni, cervi e perfino orsi vivono tra una grande varietà di alberi.

## Flora
Le fredde temperature invernali e le forti nevicate di questa ecoregione impediscono la crescita delle foreste di faggi tipiche del resto del Giappone. Al contrario, le foreste decidue delle regioni pianeggianti e delle colline sono dominate da specie quali la quercia della Mongolia, con un sottobosco di bambù nani. Qui si possono trovare anche alberi di katsura del Giappone, sughera dell'Amur, tigli del Giappone e lime del Giappone, così come una particolare sottospecie endemica di frassino. I tratti più intatti di questa ecoregione forestale si trovano nelle riserve statali del Monte Moiwa e delle Colline Maruyama, nella parte centrale di Hokkaido.

## Fauna
La diversità animale di questa ecoregione è abbastanza bassa, fatta eccezione per alcuni grandi mammiferi come i cervi sika (Cervus nippon), che sono comuni in tutto il Giappone. Tuttavia, alcune importanti specie di uccelli, come una sottospecie endemica di francolino di monte (Tetrastes bonasia vicinitas), fanno di questa ecoregione il loro habitat principale. Un altro uccello degno di nota è una sottospecie di gufo pescatore di Blakiston (Bubo blakistoni blakistoni), che in Giappone gode dello status di monumento naturale nazionale e viene classificato come specie in pericolo dalla IUCN e da BirdLife International.

## Popolazione
L'isola di Hokkaidō, la seconda per estensione dell'arcipelago giapponese, ha una densità di popolazione molto inferiore rispetto al resto del Giappone, specialmente nelle regioni settentrionali e collinari dove si trovano le foreste decidue descritte. La presenza umana in quest'area è relativamente recente su scala storica: solo dalla fine del XIX secolo e soprattutto nel XX secolo si sono sviluppati insediamenti agricoli e urbani di rilievo, grazie a una massiccia colonizzazione interna giapponese e alla promozione di attività come l'agricoltura, la silvicoltura e l'allevamento.
Le comunità rurali della penisola di Oshima e delle aree interne di Hokkaidō sono storicamente formate da piccoli villaggi agricoli, spesso organizzati lungo i corsi d'acqua e nelle valli fertili, mentre le città maggiori, come Hakodate, sorgono soprattutto lungo la costa meridionale. Le regioni montuose e forestali sono tuttora scarsamente abitate, e gran parte del territorio dell'ecoregione resta poco antropizzato, fatta eccezione per le attività legate all'industria forestale e per alcune aree di pascolo.
Gli Ainu, popolo indigeno dell'isola, abitavano storicamente le zone interne e boscose, praticando la caccia, la pesca e la raccolta, ma la loro presenza è stata progressivamente marginalizzata dall'espansione della popolazione giapponese e dalla trasformazione del territorio. Oggi, le tradizioni Ainu sopravvivono solo in parte e la maggior parte della popolazione locale è di origine giapponese.
La pressione demografica sulle foreste decidue di Hokkaidō è stata storicamente limitata, ma l'espansione agricola e forestale, insieme alla sostituzione delle foreste naturali con piantagioni, ha profondamente modificato il paesaggio originario. Le foreste residue sono oggi cruciali per la sopravvivenza di alcune specie rare e per la tutela della biodiversità locale, ma continuano a essere minacciate dalla frammentazione, dall'allevamento estensivo e dall'assenza di regolamentazioni efficaci in alcune aree.
In sintesi, le foreste decidue dell'ecoregione di Hokkaidō si collocano in una delle aree meno densamente popolate del Giappone, dove la presenza umana è ancora relativamente modesta rispetto ad altre regioni del paese, ma l'impatto delle attività antropiche sul paesaggio e sugli ecosistemi resta significativo.

## Conservazione

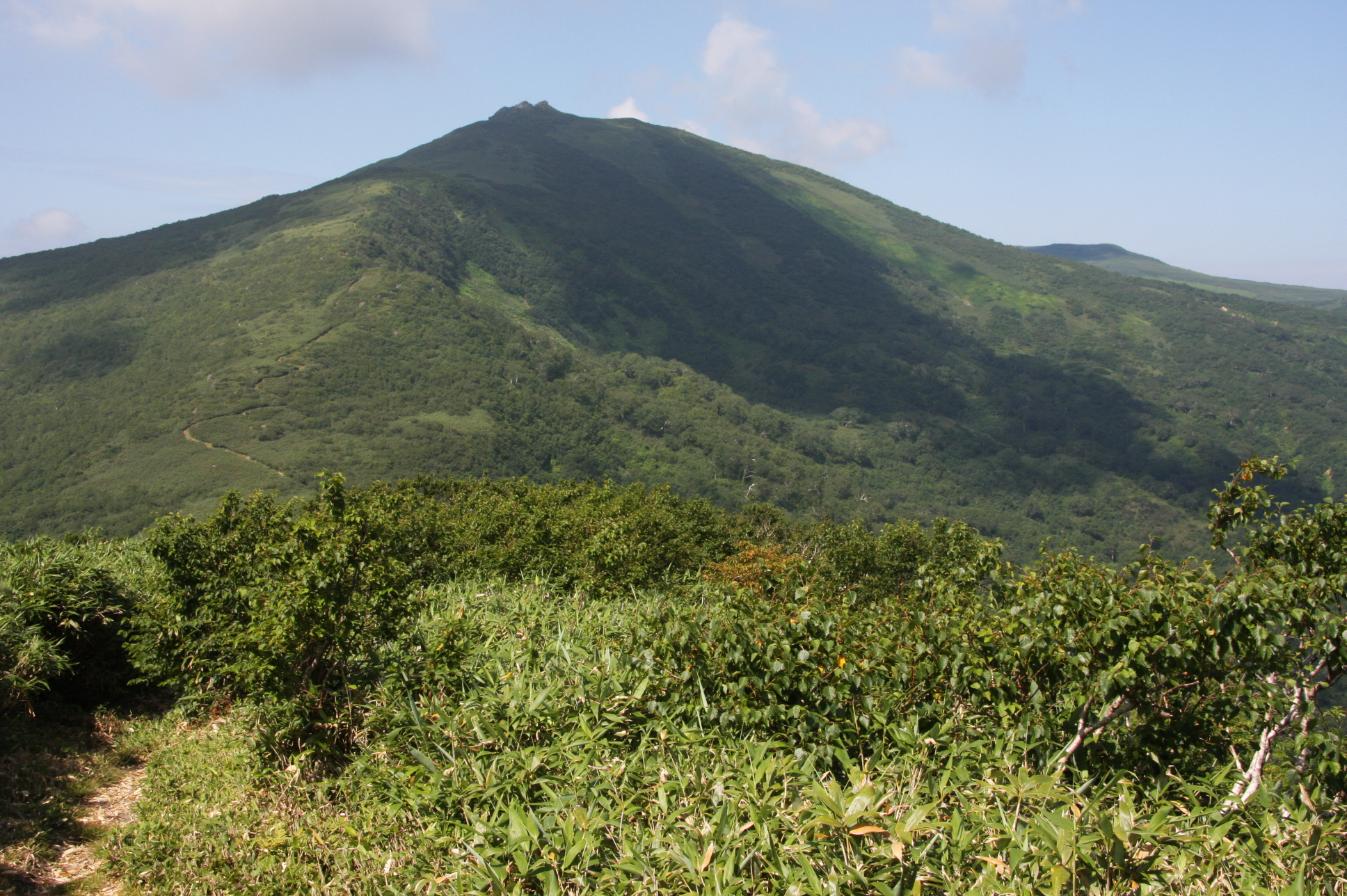
Monte Mekunnai

Solamente il 30% dei siti di nidificazione del gufo pescatore di Blakiston è circoscritto all'interno di parchi nazionali o di aree protette, ma non esiste alcun tipo di regolamentazione per la protezione generale degli habitat locali. Le foreste miste da cui il gufo dipende sono state per lo più sfruttate dall'industria del legname, mentre le foreste rimaste sono pesantemente colpite dal pascolo di cavalli e bestiame. La sostituzione delle foreste naturali con piantagioni di pino può essere correlata al rapido declino delle popolazioni di francolino di monte.